# Jezerce (Uroševac)
Pour l’article homonyme, voir Jezerce (Plitvička Jezera).
Jezerc en albanais et Jezerce en latin ) est une localité du Kosovo située dans la commune/municipalité de Ferizaj/Uroševac, district de Ferizaj/Uroševac (Kosovo) ou district de Kosovo Selon le recensement kosovar de 2011, elle compte 454 habitants, tous albanais.

## Démographie

### Évolution historique de la population dans la localité
| 1948  | 1953  | 1961  | 1971  | 1981  | 1991  | 2011 |
| ----- | ----- | ----- | ----- | ----- | ----- | ---- |
| 1 434 | 1 515 | 1 630 | 1 666 | 1 621 | 1 778 | 454  |

|  |